# ناحیه میزوری، شهرستان براون، ایلینوی
ناحیه میزوری (به انگلیسی: Missouri Township) یک منطقهٔ مسکونی در ایالات متحده آمریکا است که در شهرستان براون، ایلینوی واقع شده‌است. ناحیهٔ میزوری ۱۴۳ نفر جمعیت دارد و ۲۰۴ متر بالاتر از سطح دریا واقع شده‌است.